# Collepietro

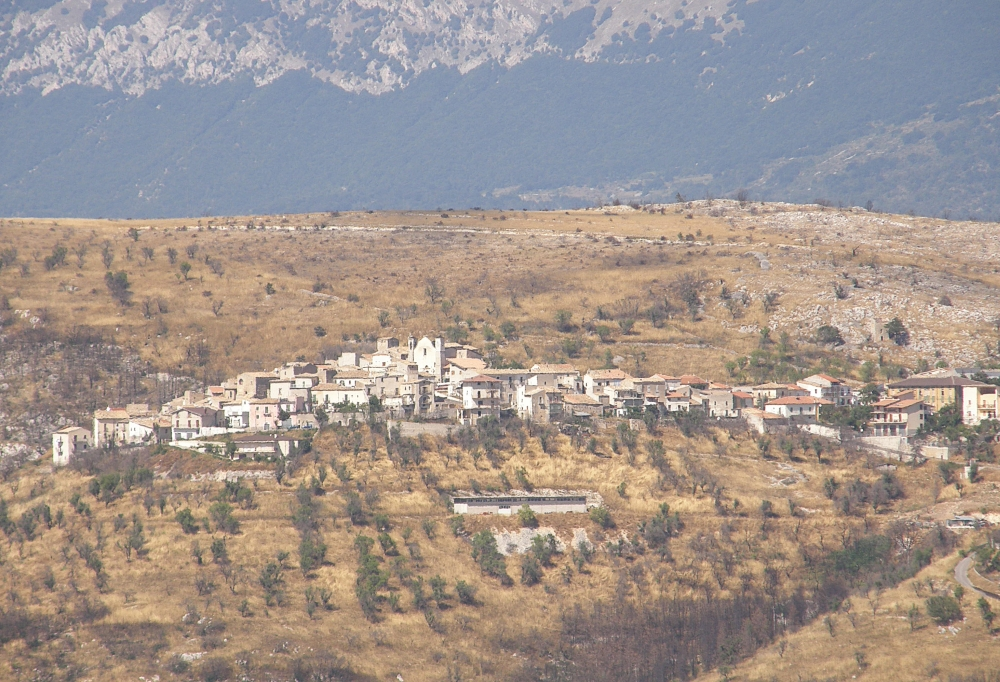
Blick auf Collepietro

Collepietro ist eine Gemeinde (comune) in der Provinz L’Aquila in der Region Abruzzen in Italien mit (Stand 31. Dezember 2023) 198 Einwohner. Die Gemeinde liegt etwa 34,5 Kilometer südöstlich von L’Aquila, gehört zur Comunità montana Campo Imperatore-Piana di Navelli und grenzt unmittelbar an die Provinz Pescara.

## Verkehr
Durch die Gemeinde führt die frühere Strada Statale 17 dell'Appennino Abruzzese e Appulo Sannitico (heute eine Regionalstraße) von Antrodoco nach Foggia.